# فرانك باترورث
فرانك باترورث هو منافس ألعاب قوى وسياسي أمريكي، ولد في 21 سبتمبر 1870 في مقاطعة وارن في الولايات المتحدة، وتوفي في 21 أغسطس 1950 في هامدن في الولايات المتحدة. انتخب عضو مجلس ولاية كونيتيكت ‏.